# العلاقات الجنوب سودانية اللوكسمبورغية
العلاقات الجنوب سودانية اللوكسمبورغية هي العلاقات الثنائية التي تجمع بين جنوب السودان ولوكسمبورغ.

## مقارنة بين البلدين
هذه مقارنة عامة ومرجعية للدولتين:
| وجه المقارنة                                              | جنوب السودان                  | لوكسمبورغ                                                     |
| --------------------------------------------------------- | ----------------------------- | ------------------------------------------------------------- |
| المساحة (كم2)                                             | 619.75 ألف                    | 2.59 ألف                                                      |
| عدد السكان (نسمة)                                         | 12.58 مليون                   | 599.45 ألف                                                    |
| الكثافة السكانية (ن./كم²)                                 | 20.3                          | 231.45                                                        |
| العاصمة                                                   | جوبا                          | لوكسمبورغ                                                     |
| اللغة الرسمية                                             | لغة إنجليزية                  | اللغة اللوكسمبورغية، لغة فرنسية، اللغة الألمانية              |
| العملة                                                    | جنيه جنوب سوداني، جنيه سوداني | يورو، فرنك لوكسمبورغ                                          |
| الناتج المحلي الإجمالي (بليون دولار)                      | 2.90 مليار                    | 62.40 مليار                                                   |
| الناتج المحلي الإجمالي (تعادل القوة الشرائية) بليون دولار | 22.88 مليار                   | 58.13 مليار                                                   |
| الناتج المحلي الإجمالي الاسمي للفرد دولار أمريكي          | 73                            | 101.45 ألف                                                    |
| الناتج المحلي الإجمالي للفرد دولار أمريكي                 | 2.02 ألف                      | 101.93 ألف                                                    |
| مؤشر التنمية البشرية                                      | 0.467                         | 0.892                                                         |
| رمز المكالمات الدولي                                      | +211                          | +352                                                          |
| رمز الإنترنت                                              | .ss                           | .lu                                                           |
| المنطقة الزمنية                                           | ت ع م+03:00                   | توقيت وسط أوروبا، ت ع م+01:00، ت ع م+02:00، أوروبا/لوكسمبورج ‏ |

## منظمات دولية مشتركة
يشترك البلدان في عضوية مجموعة من المنظمات الدولية، منها:
| علم المنظمة | اسم المنظمة                               | تاريخ انضمام جنوب السودان | تاريخ انضمام لوكسمبورغ |
| ----------- | ----------------------------------------- | ------------------------- | ---------------------- |
|             | مؤسسة التنمية الدولية                     | 18 أبريل 2012             | 4 يونيو 1964           |
|             | يونسكو                                    | 27 أكتوبر 2011            | 27 أكتوبر 1947         |
|             | وكالة ضمان الاستثمار متعدد الأطراف        | 18 أبريل 2012             | 29 أغسطس 1991          |
|             | الأمم المتحدة                             | 14 يوليو 2011             | 24 أكتوبر 1945         |
|             | الاتحاد البريدي العالمي                   | ?                         | ?                      |
|             | البنك الدولي للإنشاء والتعمير             | 18 أبريل 2012             | 27 ديسمبر 1945         |
|             | الاتحاد الدولي للاتصالات                  | 3 أكتوبر 2011             | 2 مارس 1866            |
|             | مؤسسة التمويل الدولية                     | 18 أبريل 2012             | 4 أكتوبر 1956          |
|             | المركز الدولي لتسوية المنازعات الاستشارية | 18 مايو 2012              | 29 أغسطس 1970          |
|             | منظمة الشرطة الجنائية الدولية             | ?                         | ?                      |
|             | البنك الإفريقي للتنمية                    | ?                         | ?                      |

## وصلات خارجية
- موقع وزارة الخارجية الجنوب سودانية
- موقع وزارة الخارجية اللوكسمبورغية